# The Best of Rainbow
Albums de Rainbow
Difficult to Cure
(1981) Straight Between the Eyes
(1982)
Best of Rainbow est la première compilation du groupe de hard rock Rainbow. Cet album sort en novembre 1981 sur le label Polydor.
Il regroupe des titres des cinq premiers albums du groupe plus Jealous Lover issu du Ep du même nom. Il se classe à la 14e place des charts britanniques et est certifié disque d'or en Grande-Bretagne.

## Titres

### Face 1
| No | Titre                      | Auteur                          | de l'album                        | Durée |
| -- | -------------------------- | ------------------------------- | --------------------------------- | ----- |
| 1. | All Night Long             | Ritchie Blackmore, Roger Glover | Down to Earth, 1979               | 3:51  |
| 2. | Man On the Silver Mountain | Blackmore, Ronnie James Dio     | Ritchie Blackmore's Rainbow, 1975 | 4:36  |
| 3. | Lost in Hollywood          | Blackmore, Glover, Cozy Powell  | Down to Earth, 1979               | 4:50  |
| 4. | Jealous Lover              | Blackmore, Joe Lynn Turner      | Jealous Lover Ep, 1981            | 3:11  |
| 5. | Long Live Rock'N'Roll      | Blackmore, Dio                  | Long Live Rock 'n' Roll, 1978     | 4:23  |

### Face 2
| No | Titre            | Auteur                 | de l'album                    | Durée |
| -- | ---------------- | ---------------------- | ----------------------------- | ----- |
| 6. | Stargazer        | Blackmore, Dio         | Rising, 1976                  | 8:26  |
| 7. | Kill the King    | Blackmore, Dio, Powell | Long Live Rock 'n' Roll, 1978 | 4:29  |
| 8. | A Light in Black | Blackmore, Dio         | Rising, 1976                  | 8:13  |

### Face 3
| No  | Titre                          | Auteur            | de l'album                        | Durée |
| --- | ------------------------------ | ----------------- | --------------------------------- | ----- |
| 9.  | Since You've Been Gone         | Russ Ballard      | Down to earth, 1979               | 3:17  |
| 10. | Sixteenth Century Greensleeves | Blackmore, Dio    | Ritchie Blackmore's Rainbow, 1975 | 3:29  |
| 11. | Catch the Rainbow              | Blackmore, Dio    | Ritchie Blackmore's Rainbow, 1975 | 6:35  |
| 12. | Eyes of the World              | Blackmore, Glover | Down to earth, 1979               | 6:40  |

### Face 4
| No  | Titre             | Auteur            | de l'album                    | Durée |
| --- | ----------------- | ----------------- | ----------------------------- | ----- |
| 13. | I Surrender       | Russ Ballard      | Difficult to Cure, 1981       | 4:00  |
| 14. | Gates of Babylon  | Blackmore, Dio    | Long Live Rock 'n' Roll, 1978 | 6:47  |
| 15. | Can't Happen Here | Blackmore, Glover | Difficult to Cure, 1981       | 4:57  |
| 16. | Starstruck        | Blackmore, Dio    | Rising, 1976                  | 4:06  |

## Musiciens
- Ritchie Blackmore: guitares, basse (titre 5)
- Ronnie James Dio: chant (titres 2, 5, 6, 7, 8, 10, 11, 14 & 16)
- Graham Bonnet: chant (titres 1, 3, 9 & 12)
- Joe Lynn Turner: chant (titres 4, 13 & 15)
- Cozy Powell: batterie, percussions (titres 1, 3, 5, 6, 7, 8, 9, 12 & 16)
- Gary Driscoll: batterie, percussions (titres 2, 10 & 11)
- Bobby Rondinelli: batterie, percussions (titres 4, 13 & 15)
- Roger Glover: basse (titres 1, 3, 4, 9, 12, 13 & 15)
- Craig Gruber: basse (titres 2, 10 & 11)
- Jimmy Bain: basse (titres 6, 8 & 16)
- Bob Daisley: basse (titres 7 & 14)
- Don Airey: claviers (titres 1, 3, 4, 9, 12, 13 & 15)
- Mickey Lee Soule: claviers (titres 2, 10 & 11)
- David Stone: claviers (titres 5, 7 & 14)
- Tony Carey: claviers (titres 6, 8 & 16)

## Charts et certification
Charts album
| Pays        | Durée du classement | Meilleur classement | Date             |
| ----------- | ------------------- | ------------------- | ---------------- |
| Royaume-Uni | 17 semaines         | 14e                 | 28 novembre 1981 |

Certification
| Pays        | Certification | Ventes    | Date             |
| ----------- | ------------- | --------- | ---------------- |
| Royaume-Uni | Or            | 100 000 + | 17 décembre 1981 |